# خافيير إستوبينان
خافيير إستوبينان (بالإسبانية: Javier Estupiñan)‏ هو لاعب كرة قدم كولومبي في مركز الهجوم، ولد في 8 فبراير 1984 في إدارة نارينيو في كولومبيا. لعب مع أتلتيكو ناسيونال وإنديبندينتي ديل فال وباريلاس وان وديبورتيفو باستو ونادي بلاتنسي ونادي ترغكانو.

## وصلات خارجية
- خافيير إستوبينان على موقع قاعدة بيانات كرة القدم.إي يو (الإنجليزية)
- خافيير إستوبينان على موقع Soccerway.com (الإنجليزية)